# König-Konrad-Denkmal

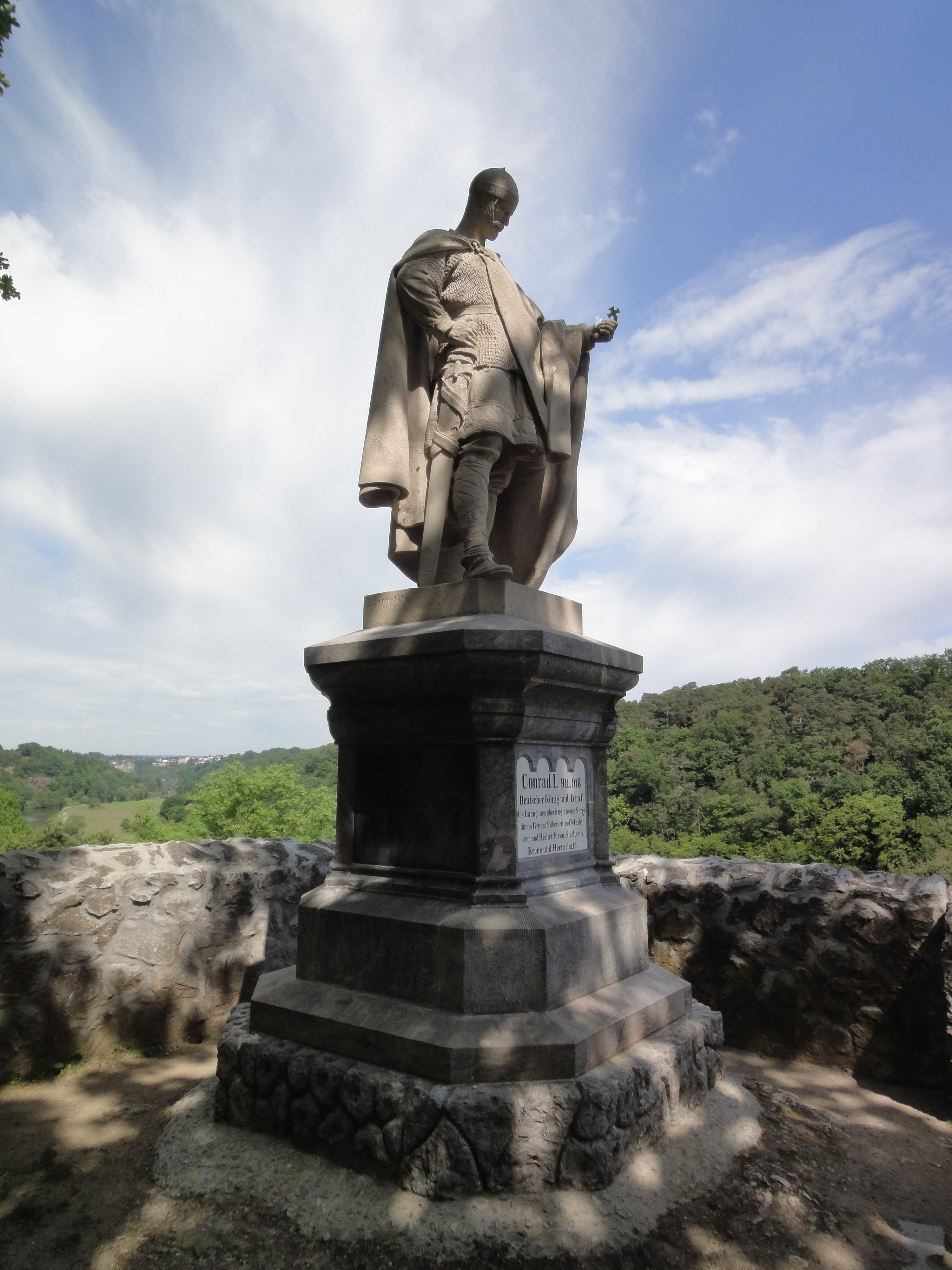
Das König-Konrad-Denkmal

Das König-Konrad-Denkmal ist dem deutschen König Konrad I. (911–918) gewidmet, der die Krone Heinrich von Sachsen übertrug. Das 1894 errichtete Denkmal steht auf dem Felsen Bodenstein (Bodensteiner Ley) über der Lahn bei Villmar.
Konrad wird als erster deutscher König angesehen. Bei seinem Tod in Weilburg am 23. Dezember 918 veranlasste er mit dem Weilburger Testament seinen Bruder Eberhard zum Thronverzicht und die Übergabe der Königsinsignien an den Sachsenherzog Heinrich.
Die aus belgischem Sandstein gefertigte, 2,32 Meter hohe Statue steht auf einem Sockel aus Lahnmarmor. Ursprünglich war das Denkmal von einem schmiedeeisernen Gitter umgeben.
Die Statue zeigt den König im Gestus der Kronübergabe. Die Inschrift auf dem Sockel lautet: Konrad I., 911-918, Deutscher König und Graf des Lahngaues übertrug in treuer Sorge für des Reiches Sicherheit und Macht sterbend Heinrich von Sachsen Krone und Herrschaft. Das Denkmal ist ein Wahrzeichen des Kreises und ein Beleg der kaiserzeitlichen Geschichtspflege im 19. Jahrhundert.

## Geschichte

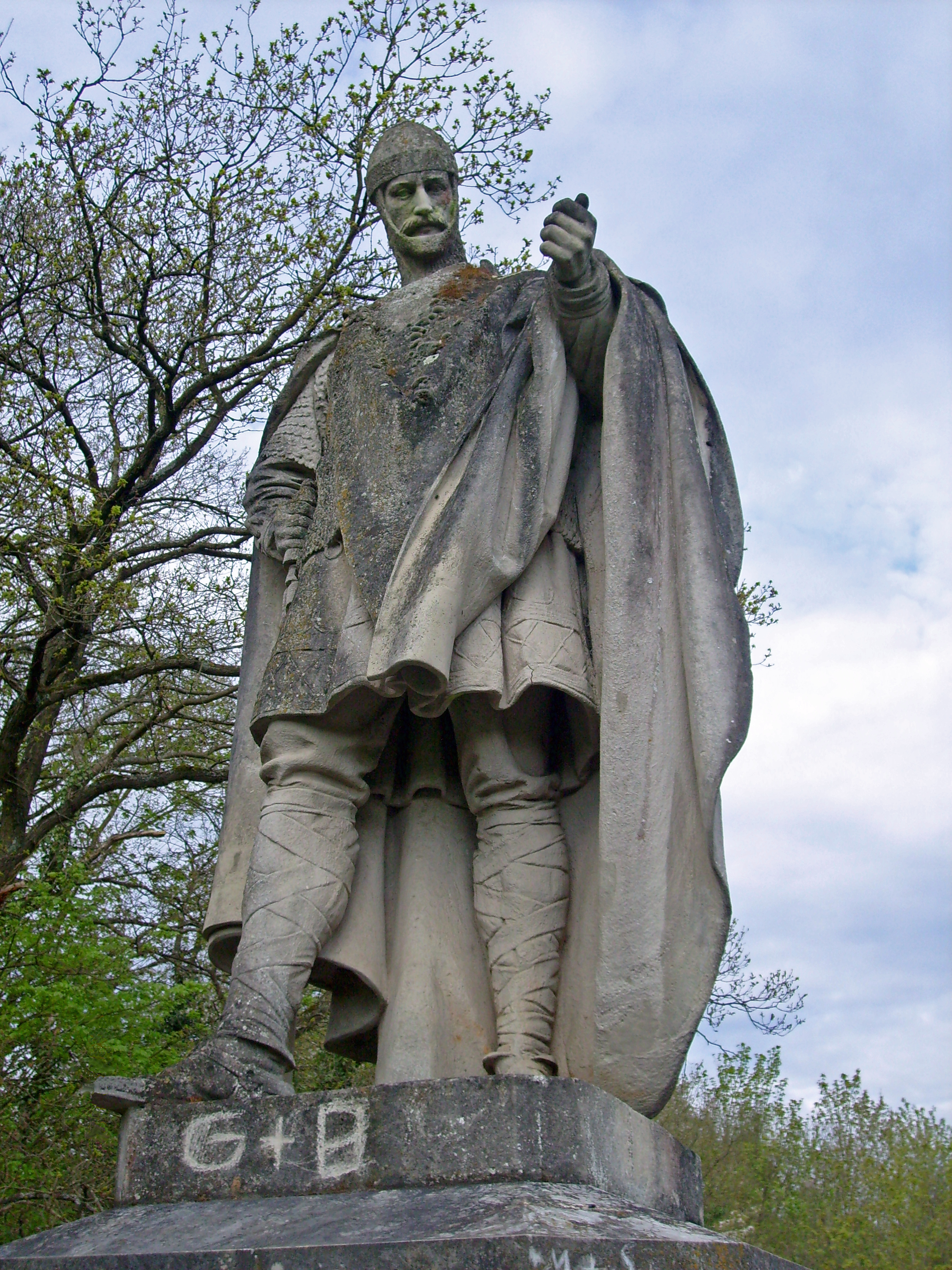
König Konrad

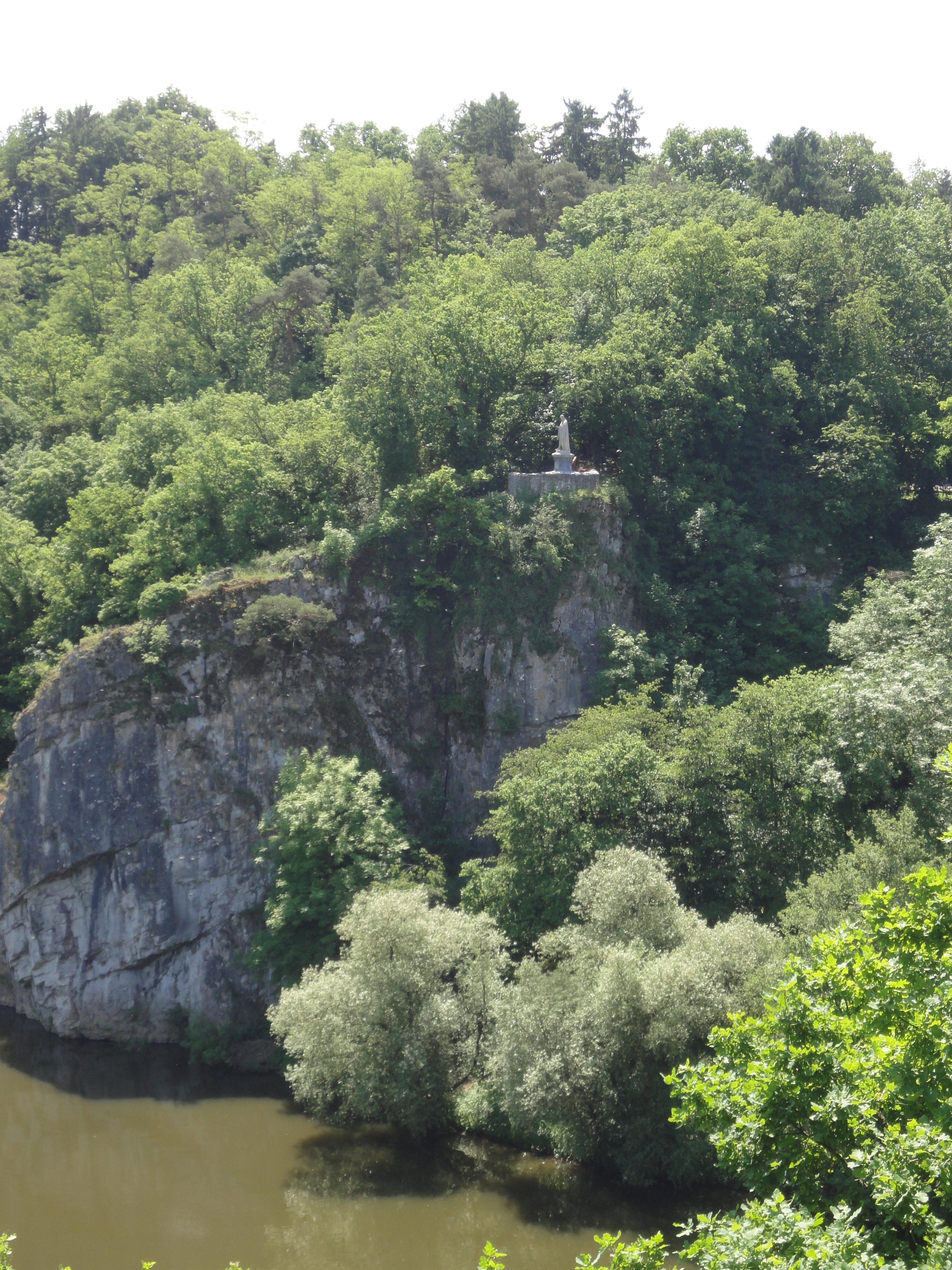
Der Bodenstein mit dem Denkmal von der gegenüberliegenden Lahnseite

Die Initiative für die Errichtung des Konrad-Denkmals gab Ludwig Bindewald, Landrat des Oberlahnkreises. Er hatte Verbindung mit dem Bildhauer Ludwig Cauer, der unter anderem in Weilburg das Herzog Adolph-Denkmal geschaffen hatte. Cauer signalisierte seine Bereitschaft, bei geschätzten Kosten von 10.000 Mark, auf die Atelierkosten zu verzichten.
Der ursprüngliche Plan sah ein 5 Meter hohes Denkmal vor, das wirkungsvoll vor dem Weilburger Landtor aufgestellt werden sollte. Man versprach sich eine Stärkung des Tourismus unter anderem durch eine Nennung im angesehenen Baedeker-Reiseführer. Publikum von Frankfurt am Main bis Bad Ems sollte angezogen werden.
Zur Verwirklichung dieses Ziels wurde der König-Konrad-Denkmal-Verein gegründet. Man sammelte Spenden. Cauer fertigte ein Modell an. Dieses wurde im Saalbau des Schlosses ausgestellt. Die Einnahmen aus dem Eintritt flossen ebenso dem Denkmalfonds zu. Ausgestellt wurde das Modell auch auf der Gewerbe- und Kunstausstellung in Koblenz.
Der Weilburger Justizrat Daniel Rath kritisierte das Projekt September 1891 massiv. Kernpunkt seiner Kritik war die Aussage, dass König Konrad aufgrund seiner gescheiterten Regierung ein Denkmal nicht verdient habe.

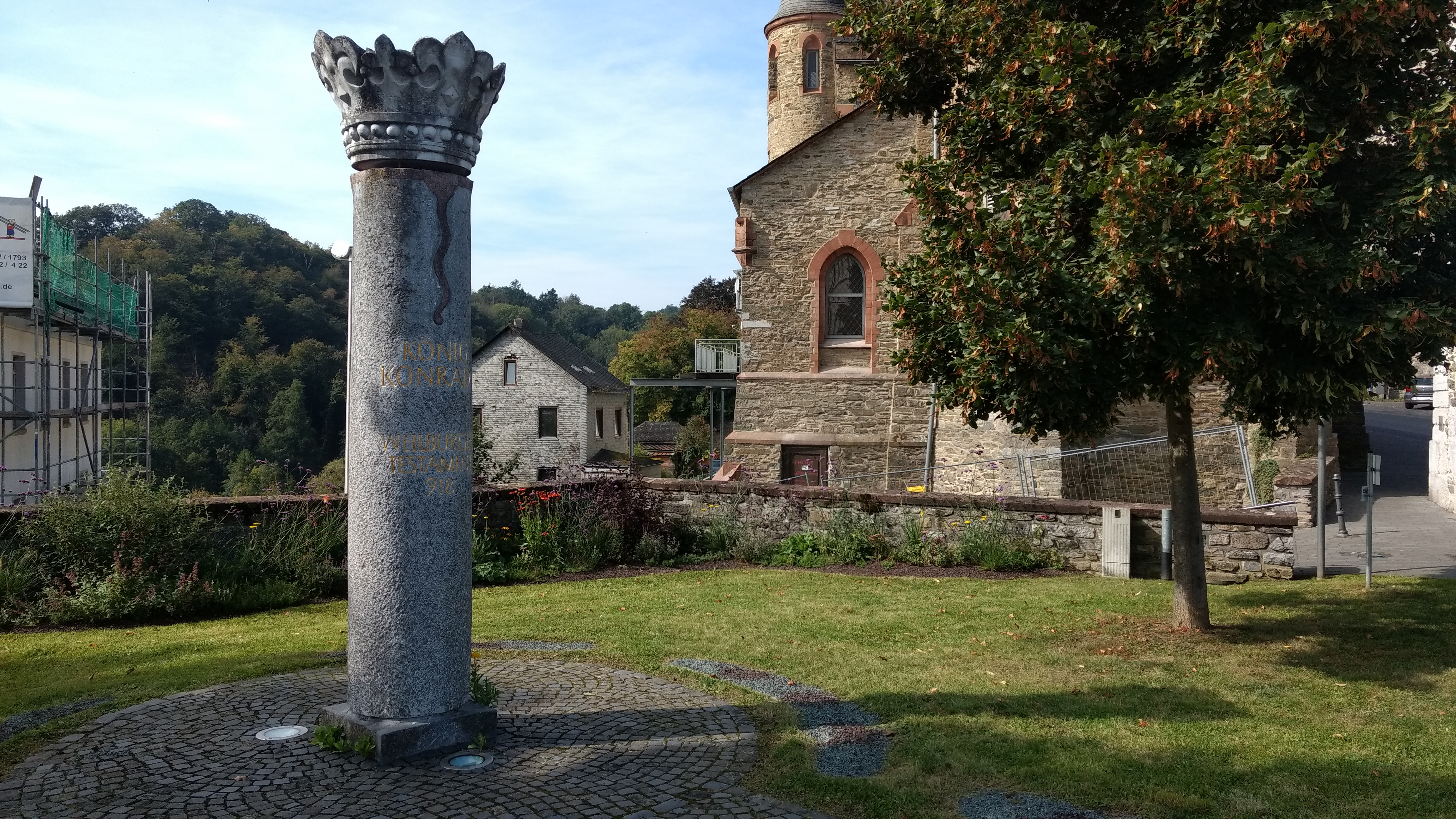
Konradsäule vor dem Weilburger Landtor

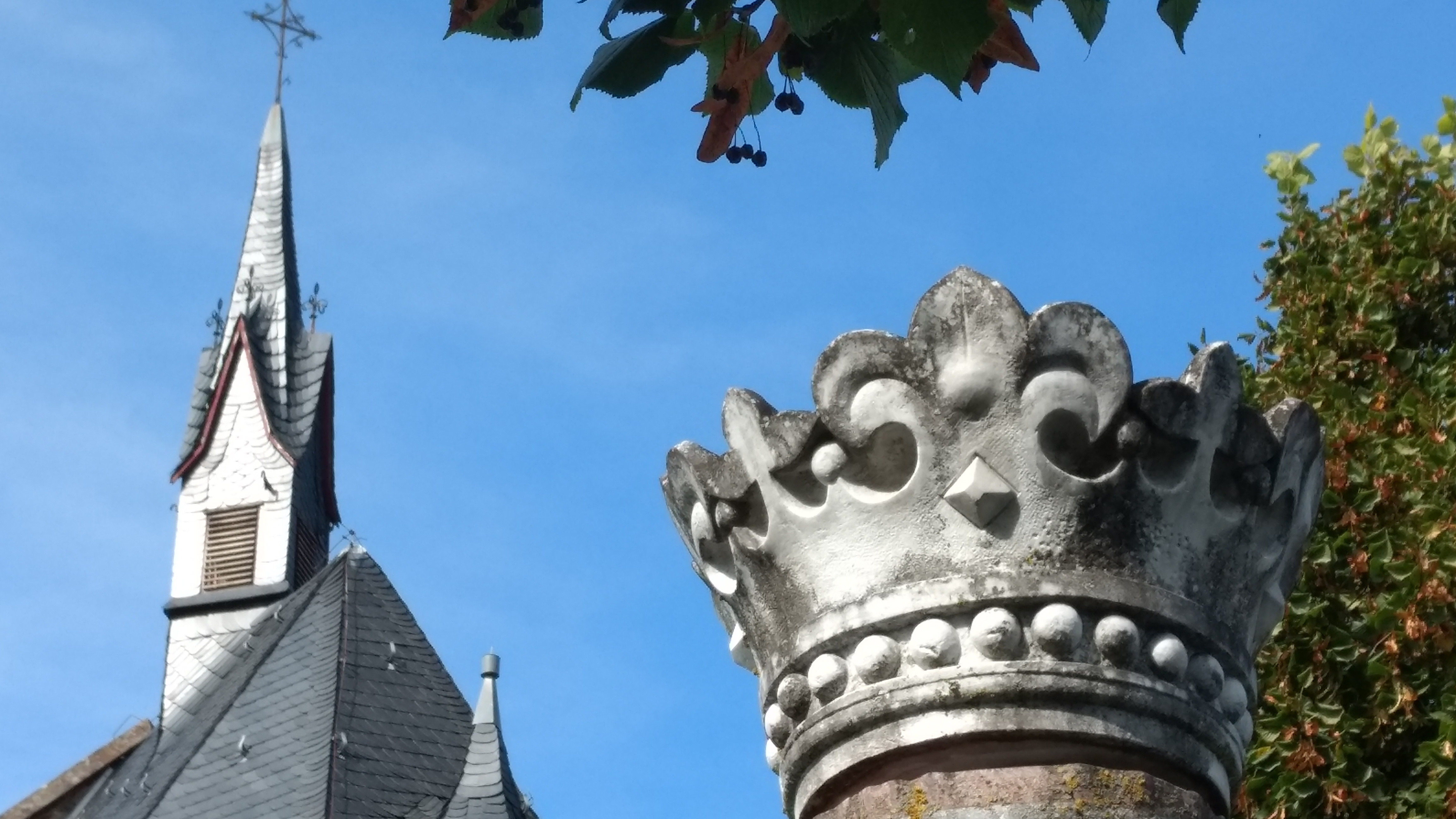
Krone der Konradsäule in Weilburg

Es wurde umfangreich diskutiert. Im Besonderen richtet Rath seine Kritik gegen den Standort am Landtor, da dieses selbst ein dem Fürsten Karl von Nassau-Weilburg gewidmetes sei und daher nicht zum Träger eines anderen Denkmals werden dürfe.
Der Weilburger Gemeinderat übernahm Raths Auffassung und Bürgermeister Schaum teilte Bindewald mit, dass man innerhalb Weilburgs einen anderen Standort finden müsse.
Auch wenn der Plan zur Denkmalerrichtung weiter verfolgt wurde, war der Fortschritt doch langsam. Zudem verstarb Landrat Bindewald, der selbst 5.000 Mark für die Errichtung gespendet hatte, am 19. Juni 1893, der das Projekt maßgeblich gestützt hatte.
Zu vermuten ist, dass daraufhin das Projekt in Weilburg jegliche Unterstützung verlor. Es war der Villmarer Dekan und Zentrumsabgeordnete Johannes Ibach, der nun die Initiative ergriff. Ibach war von Beginn an im König-Konrad-Denkmal-Verein tätig, leitete später das Komitee.
Am 10. Juni 1894 wurde das etwa 7.000 Mark teure Denkmal schließlich auf dem Bodenstein bei Villmar enthüllt.
Seit einigen Jahren gibt es nun in Weilburg doch einen König-Konrad-Platz, bei dem später auch vor dem Landtor eine König-Konrad-Gedenksäule aufgestellt wurde.

## Schutzstatus
Das gesamte Gebiet um die Bodensteiner Ley mit Felsfluren, Hängewaldflächen und feuchten Wiesenbereichen steht seit 1999 unter Naturschutz.

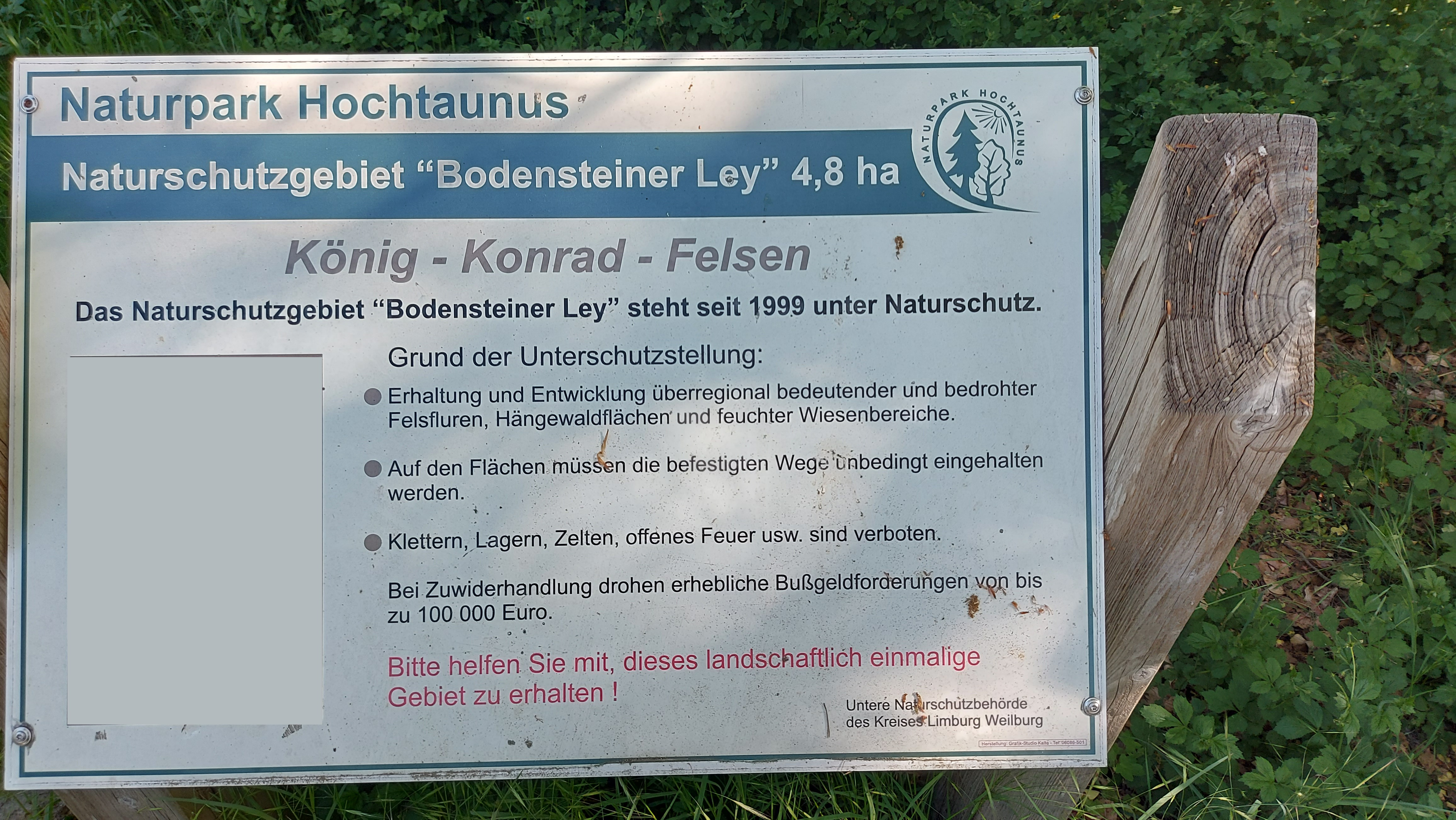
Infotafel NSG Bodensteiner Ley